# Škoda Fabia R5
La Škoda Fabia R5 è una autovettura da rally progettata dalla Škoda che partecipa alle competizioni dal 2015.

## Storia e tecnica

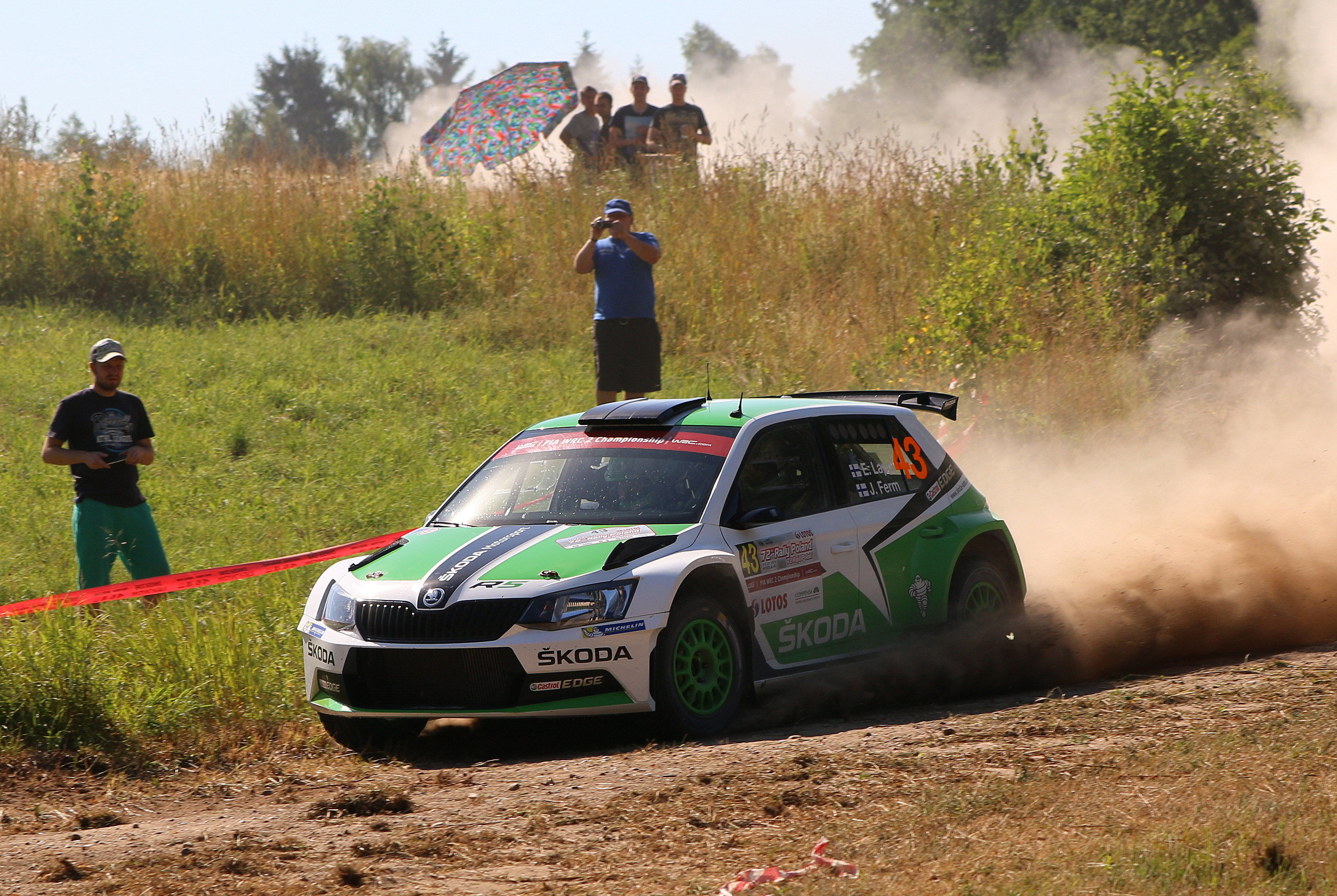
La Fabia R5 al Rally di Polonia del 2015

La Fabia R5 è costruita sulla base della Škoda Fabia III serie, ed è una vettura da rally appartenente alla classe R5, prodotta dal reparto sportivo della casa, la Škoda Motorsport in sostituzione della Škoda Fabia S2000.
Il motore è un turbo a quattro cilindri con una cilindrata di 1.620 cm³, la trazione è integrale ed è dotata di un cambio sequenziale a 5 rapporti. La Fabia R5 viene impiegata nelle competizioni come il Campionato Europeo Rally, nel campionato WRC-2 e nel Campionato tedesco di Rally.
Presentata come prototipo nel 2014, il debutto è avvenuto a metà stagione del campionato del mondo rally 2015 in occasione del Rally del Portogallo, questa vettura si è rivelata di grande successo nel Campionato Mondiale Rally nella Classe 2, vincendo 14 eventi tra il 2015 e il 2016. Il pilota Esapekka Lappi ha ottenuto nel 2016 il titolo piloti con 4 vittorie e la Škoda Motorsport ha vinto la classifica costruttori nelle edizioni 2015 e 2016.
Nel 2019 è stata omologata la nuova versione, la Škoda Fabia R5 EVO, rivisitando alcune parti della macchina come l'alettone e specchietti in carboni, paraurti anteriore e posteriore per migliorare l'aerodinamica della macchina, pinze e freni forniti da Alcon e non più da Brembo, l'erogazione del motore migliorata e soprattutto sono stati fatti miglioramenti sull'affidabilità della macchina.

## Vittorie WRC-2 Pro
| N. | Evento                    | Stagione | Pilota          | Co-Pilota       |
| -- | ------------------------- | -------- | --------------- | --------------- |
| 1  | 1° Copec Rally Chile 2019 | 2019     | Kalle Rovanperä | Jonne Halttunen |

## Vittorie WRC-2
| N. | Evento                                          | Stagione | Pilota               | Co-Pilota           |
| -- | ----------------------------------------------- | -------- | -------------------- | ------------------- |
| 1  | 72nd Rally Poland 2015                          | 2015     | Esapekka Lappi       | Janne Ferm          |
| 2  | 65th Rally Finland 2015                         | 2015     | Esapekka Lappi       | Janne Ferm          |
| 3  | 33. Rallye Deutschland 2015                     | 2015     | Jan Kopecký          | Pavel Dresler       |
| 4  | 51. RallyRACC Catalunya - Costa Daurada 2015    | 2015     | Pontus Tidemand      | Emil Axelsson       |
| 5  | 30º Rally México 2016                           | 2016     | Teemu Suninen        | Mikko Markkula      |
| 6  | 36. Rally Argentina 2016                        | 2016     | Nicolás Fuchs        | Fernando Mussano    |
| 7  | 50º Rally de Portugal 2016                      | 2016     | Pontus Tidemand      | Jonas Andersson     |
| 8  | 13º Rally d'Italia Sardegna 2016                | 2016     | Teemu Suninen        | Mikko Markkula      |
| 9  | 73rd Rally Poland 2016                          | 2016     | Teemu Suninen        | Mikko Markkula      |
| 10 | 66th Rally Finland 2016                         | 2016     | Esapekka Lappi       | Janne Ferm          |
| 11 | 34 ADAC Rallye Deutschland 2016                 | 2016     | Esapekka Lappi       | Janne Ferm          |
| 12 | 52. RallyRACC Catalunya - Costa Daurada 2016    | 2016     | Jan Kopecký          | Pavel Dresler       |
| 13 | 72nd Wales Rally GB 2016                        | 2016     | Esapekka Lappi       | Janne Ferm          |
| 14 | 25th Rally Australia 2016                       | 2016     | Esapekka Lappi       | Janne Ferm          |
| 15 | 84. Rallye Automobile de Monte-Carlo            | 2017     | Andreas Mikkelsen    | Anders Jæger        |
| 16 | 56° Rally Sweden 2017                           | 2017     | Pontus Tidemand      | Jonas Andersson     |
| 17 | 14° Rally Guanajuato Mexico 2017                | 2017     | Pontus Tidemand      | Jonas Andersson     |
| 18 | 60º Che Guevara Energy Drink Tour de Corse 2017 | 2017     | Andreas Mikkelsen    | Anders Jæger        |
| 19 | 37° YPF Rally Argentina 2017                    | 2017     | Pontus Tidemand      | Jonas Andersson     |
| 20 | 51° Vodafone Rally de Portugal 2017             | 2017     | Pontus Tidemand      | Jonas Andersson     |
| 21 | 14° Rally Italia Sardegna 2017                  | 2017     | Jan Kopecký          | Pavel Dresler       |
| 22 | 74° ORLEN Rally Poland 2017                     | 2017     | Ole Christian Veiby  | Stig Rune Skjærmoen |
| 23 | 67° Neste Rally Finland 2017                    | 2017     | Jari Huttunen        | Antti Linnaketo     |
| 24 | 73° Dayinsure Wales Rally GB 2017               | 2017     | Pontus Tidemand      | Jonas Andersson     |
| 25 | 86° Rallye Automobile Monte-Carlo 2018          | 2018     | Jan Kopecký          | Pavel Dresler       |
| 26 | Rally Guanajuato Mexico 2018                    | 2018     | Pontus Tidemand      | Jonas Andersson     |
| 27 | 61º CORSICA Linea Tour de Corse 2018            | 2018     | Jan Kopecký          | Pavel Dresler       |
| 28 | 38° YPF Rally Argentina 2018                    | 2018     | Pontus Tidemand      | Jonas Andersson     |
| 29 | 52° Vodafone Rally de Portugal 2018             | 2018     | Pontus Tidemand      | Jonas Andersson     |
| 30 | 15° Rally Italia Sardegna 2018                  | 2018     | Jan Kopecký          | Pavel Dresler       |
| 31 | 68° Neste Rally Finland 2018                    | 2018     | Eerik Pietarinen     | Juhana Raitanen     |
| 32 | 36° ADAC Rallye Deutschland 2018                | 2018     | Jan Kopecký          | Pavel Dresler       |
| 33 | 11° Rally Turkey Marmaris 2018                  | 2018     | Jan Kopecký          | Pavel Dresler       |
| 34 | 74° Dayinsure Wales Rally GB 2018               | 2018     | Kalle Rovanperä      | Jonne Halttunen     |
| 35 | 54° RallyRACC Catalunya - Costa Daurada 2018    | 2018     | Kalle Rovanperä      | Jonne Halttunen     |
| 36 | 16° Rally Guanajuato Mexico 2019                | 2019     | Benito Guerra Jr.    | Jaime Zapata Ortega |
| 37 | 62º CORSICA Linea Tour de Corse 2019            | 2019     | Fabio Andolfi        | Simone Scattolin    |
| 38 | 53° Vodafone Rally de Portugal 2019             | 2019     | Pierre-Louis Loubet  | Vincent Landais     |
| 39 | 16° Rally Italia Sardegna 2019                  | 2019     | Pierre-Louis Loubet  | Vincent Landais     |
| 40 | 69° Neste Rally Finland 2019                    | 2019     | Nikolay Gryazin      | Yaroslav Fedorov    |
| 41 | 12° Rally Turkey Marmaris 2019                  | 2019     | Kajetan Kajetanowicz | Maciej Szczepaniak  |

## Vittorie ERC
| N. | Evento                                    | Stagione | Pilota             | Co-Pilota        |
| -- | ----------------------------------------- | -------- | ------------------ | ---------------- |
| 1  | 51. Kenotek Ypres Rally 2015              | 2015     | Freddy Loix        | Johan Gitsels    |
| 2  | 45. Barum Czech Rally Zlín 2015           | 2015     | Jan Kopecký        | Pavel Dresler    |
| 3  | 62. Seajets Acropolis Rally 2016          | 2016     | Ralfs Sirmacis     | Arturs Šimins    |
| 4  | 52. Kenotek by CID LINES Ypres Rally 2016 | 2016     | Freddy Loix        | Johan Gitsels    |
| 5  | 7. Rally Estonia 2016                     | 2016     | Ralfs Sirmacis     | Māris Kulšs      |
| 6  | 46° Barum Czech Rally Zlín 2016           | 2016     | Jan Kopecký        | Pavel Dresler    |
| 7  | Rally Liepāja 2016                        | 2016     | Ralfs Sirmacis     | Arturs Šimins    |
| 8  | 52° Azores Airlines Rallye 2017           | 2017     | Bruno Magalhães    | Hugo Magalhães   |
| 9  | 47° Barum Czech Rally Zlín 2017           | 2017     | Jan Kopecký        | Pavel Dresler    |
| 10 | Rally Liepāja 2017                        | 2017     | Nikolay Gryazin    | Yaroslav Fedorov |
| 11 | 64° EKO Acropolis Rally 2018              | 2018     | Bruno Magalhães    | Hugo Magalhães   |
| 12 | 47° Cyprus Rally 2018                     | 2018     | Simos Galatariotis | Antonis Ioannou  |
| 13 | 48° Barum Czech Rally Zlín 2018           | 2018     | Jan Kopecký        | Pavel Dresler    |
| 14 | 75° PZM Rajd Polski - Rally Poland 2018   | 2018     | Nikolay Gryazin    | Yaroslav Fedorov |
| 15 | Rally Liepāja 2018                        | 2018     | Nikolay Gryazin    | Yaroslav Fedorov |
| 16 | 54° Azores Rallye 2019                    | 2019     | Łukasz Habaj       | Daniel Dymurski  |
| 17 | 7° Rally di Roma Capitale 2019            | 2019     | Giandomenico Basso | Lorenzo Granai   |
| 18 | 1° Rally Hungary 2019                     | 2019     | Frigyes Turán      | László Bagaméri  |